# 坂越站
坂越站（日语：／ Sakoshi eki */?）是位於兵庫縣赤穗市濱市，屬於西日本旅客鐵道（JR西日本）赤穗線的車站。

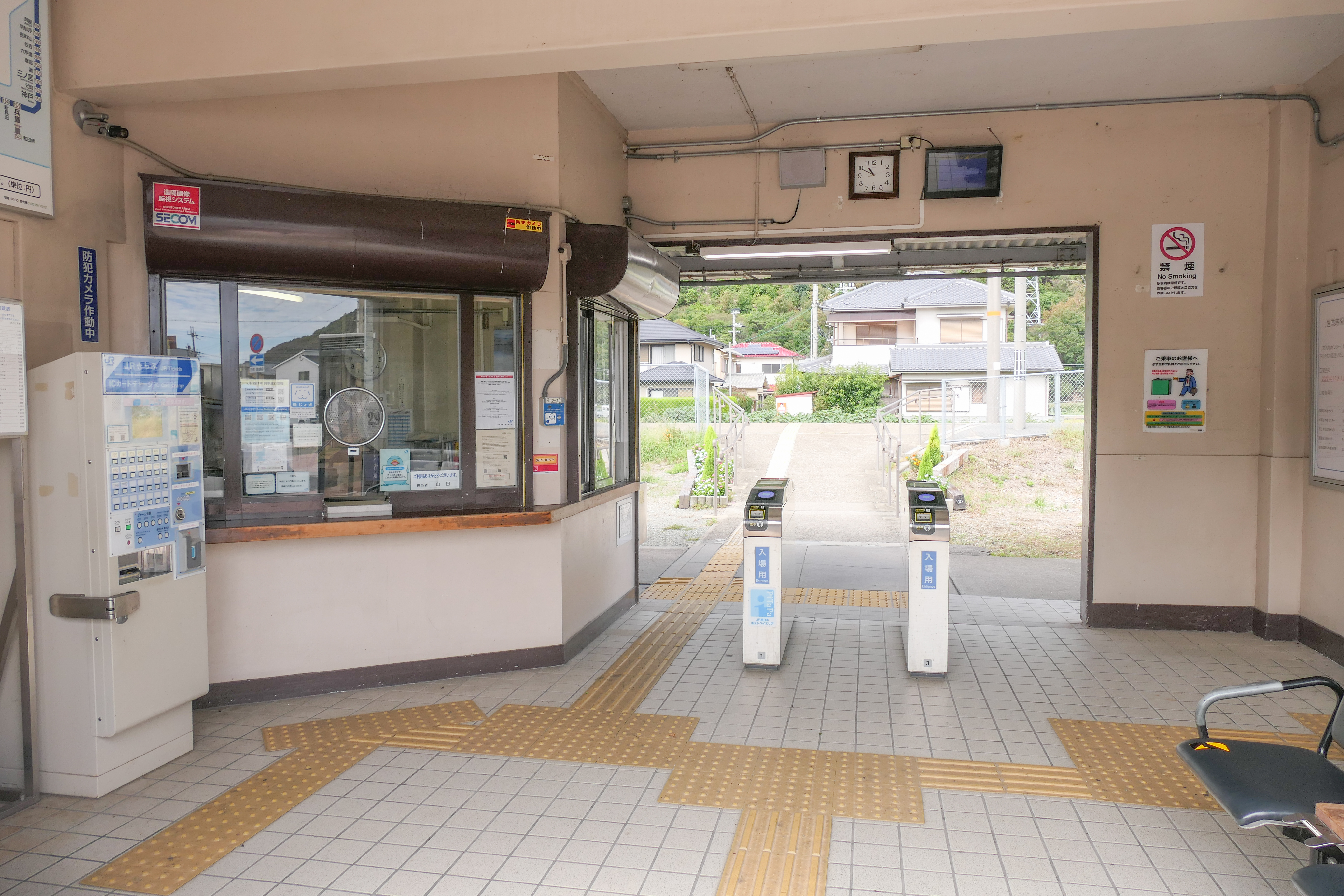
驗票口（2022年9月）

## 歷史
- 1951年（昭和26年）12月12日 - 赤穗線相生站至播州赤穗站之間開業，此站啟用[1]。
- 1987年（昭和62年）4月1日 - 伴隨國鐵分割民營化，車站由西日本旅客鐵道（JR西日本）營運。
- 2003年（平成15年）11月1日 - 此站可以使用IC卡ICOCA[2]。
- 2008年（平成20年）10月 - 部分車站大樓（候車室、廁所、外牆等）翻新。

## 車站構造
本站是地面車站，設有1面1線的單式月台。往相生方向與播州赤穗方向的列車使用同一月台，而往播州赤穗方向的列車會開啟左邊車門。
此站為業務委託車站，由JR西日本交通服務負責車站業務，並由相生站管理。在櫃臺中設有POS終端。本站在早晩沒有車站職員當值，日間部分時段櫃臺會設有休息時段。此站可使用ICOCA與互相使用的IC卡。站內設有1台自動售票機和簡易型自動閘機（不可收集車票）。
廁所原本在屋外，在2008年（平成20年）10月翻新工程後遷移至屋內。在車站入口附近設有自動販賣機和電話亭。

本站現時的站房比以前的模樣縮小許多。站內近播州赤穗一方曾設有貨物用引込線。

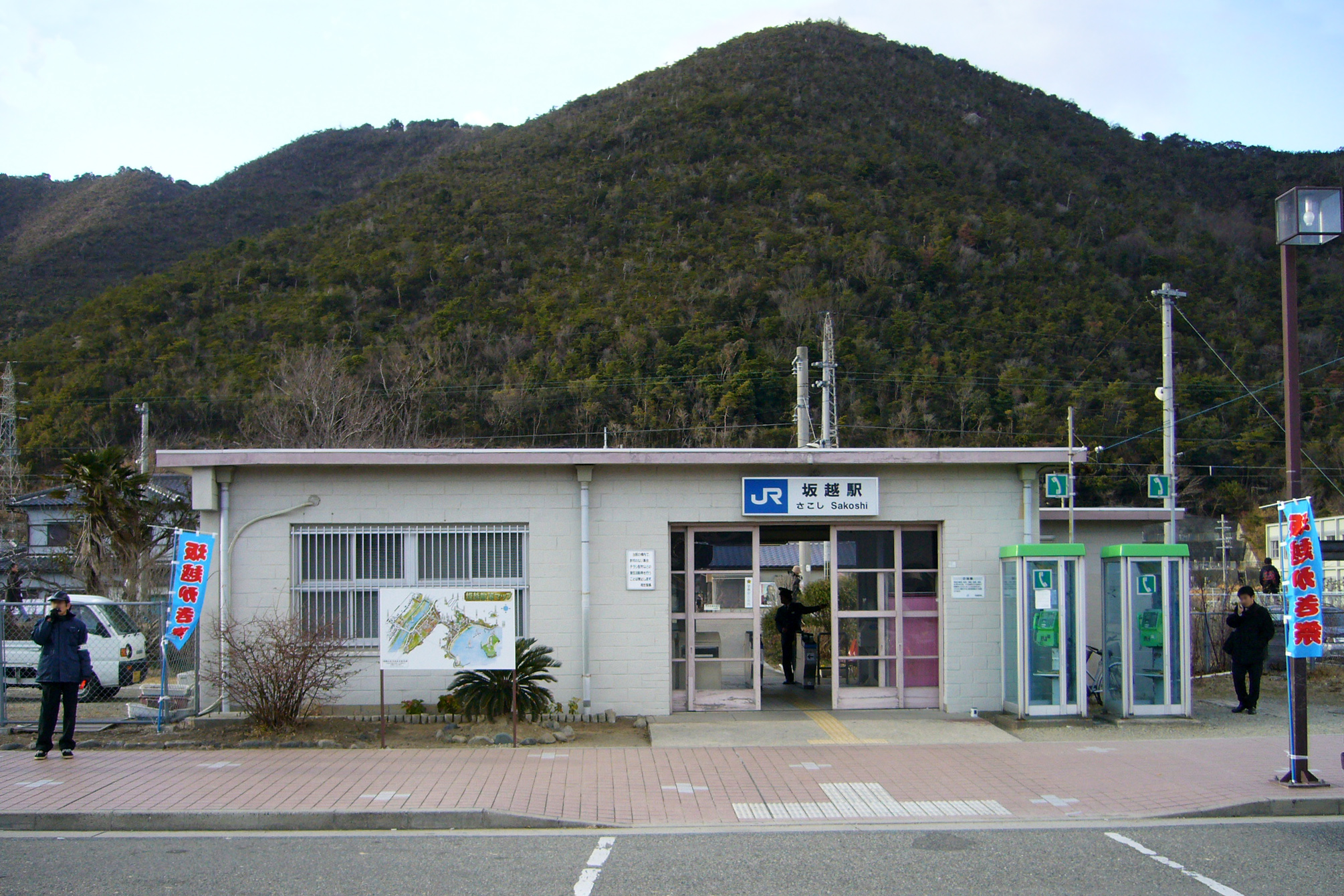
翻新前的站房（2006年1月）

## 時間表
在日間時段中上下行分別每小時設有2班列車班次，分別直通至山陽本線姬路方向和前往播州赤穗站。

## 使用狀況
以下為近年1日平均乘車人次列表：
| 乘車人次變化 | 乘車人次變化    |
| 年度         | 1日平均乘車人次 |
| ------------ | --------------- |
| 2000年       | 646             |
| 2001年       | 669             |
| 2002年       | 633             |
| 2003年       | 634             |
| 2004年       | 620             |
| 2005年       | 650             |
| 2006年       | 675             |
| 2007年       | 688             |
| 2008年       | 683             |
| 2009年       | 674             |
| 2010年       | 653             |
| 2011年       | 642             |
| 2012年       | 668             |
| 2013年       | 684             |
| 2014年       | 657             |
| 2015年       | 683             |
| 2016年       | 684             |
| 2017年       | 681             |
| 2018年       | 708             |

## 車站周邊
在站前設有迴旋路和收費停車場。車站周邊設有住宅區和農地。
- 坂越（日语：坂越）[1]（都市景觀100選（日语：都市景観100選））
  - 生島（日语：生島）[1]（國家指定自然紀念物、瀨戶內海國立公園）
    - 秦河勝之墓

  - 坂越市政廳（日语：坂越まち並み館）[1]
  - 舊坂越浦會所（日语：旧坂越浦会所）[1]
  - 奧藤酒造鄉土館（日语：奥藤酒造郷土館）
  - 大避神社（日语：大避神社）
    - 坂越之船祭（日语：坂越の船祭り）

  - 妙見寺（日语：妙見寺 (赤穂市)）
  - 妙道寺（日语：妙道寺 (赤穂市)）
  - 兒島高德朝臣之墓
  - 坂越浦城遺址
    - 茶臼山城遺址

  - 船岡園
  - 蜜柑之蔕古墳（日语：みかんのへた山古墳）
  - 海之驛潮見市場（日语：海の駅しおさい市場）
  - 千種川（日语：千種川） （名水百選）
  - 國道250號
  - 兵庫縣道90號赤穗佐伯線（日语：兵庫県道・岡山県道90号赤穂佐伯線）
  - 赤穗市立坂越中學（日语：赤穂市立坂越中学校）
  - 赤穗市立坂越小學（日语：赤穂市立坂越小学校）
  - 赤穗市立坂越幼稚園
  - 醫療法人千水會 赤穗仁泉醫院
- 御崎（日语：御崎）
- West神姬（日语：ウエスト神姫）坂越站巴士站

## 相鄰車站
西日本旅客鐵道
 赤穗線（上行）（所有列車直通至山陽本線）
■新快速（在姬路站前各站停車）、■普通（在西明石站以東為快速）
西相生－坂越－播州赤穗

## 外部連結
- 坂越｜車站資訊：JR出門網 - 西日本旅客鐵道